# 三(4-甲氧基苯基)膦
三(4-甲氧基苯基)膦是一种有机磷化合物，化学式为(CH3OC6H4)3P，它有多种同分异构体，其中甲氧基在对位的是研究最多的，它可用作配体。

## 合成
4-溴苯甲醚和镁在THF中反应，得到格氏试剂，再和三氯化磷在THF中反应，可以制得三(4-甲氧基苯基)膦。